# 高雄市公車紅18路
高雄市公車紅18路（原一心幹線），由東南客運營運，起點為中崙社區，終點為實踐大學（高雄城區中心）。

## 歷史
- 2010年2月4日正式營運，原捷運接駁公車「紅18」。[3][4][5]
- 2013年12月30日配合「棋盤幹線公車先導計畫」更改為「一心幹線」，並加密班次。[6]
- 2016年1月18日，因應國際油價下跌，配合高雄市政府交通局「潛力公車路線加密班次計畫」，加密班次。[7]
- 2019年9月1日，取消原「一心幹線」名稱。
- 2022年3月25日，營運終止，部分路線將與83路合併。

## 停站
參見右側路線圖